# Baka (Prinz)
Baka war ein Prinz der altägyptischen 4. Dynastie und ein Sohn von Pharao Radjedef; seine Mutter ist unbekannt. Als Prinz ist Baka nur durch eine unvollständig erhaltene Statue bekannt, die aus dem Pyramidenbezirk seines Vaters in Abu Roasch stammt und sich heute im Ägyptischen Museum in Kairo befindet. Möglicherweise war Baka identisch mit dem nur spärlich belegten Pharao Bicheris.

## Baka als möglicher Pharao
Der ägyptische Geschichtsschreiber Manetho nennt als Nachfolger von Pharao Chephren einen König namens Bicheris, der allerdings archäologisch bisher kaum belegt ist. Die einzigen zeitgenössischen Namensnennungen stammen aus der ihm zugeschriebenen begonnenen Pyramidenanlage in Saujet el-Arjan. In der dortigen Ausschachtung wurden mehrere Arbeiter-Graffiti entdeckt, die mehrheitlich eine Königskartusche enthalten. Ebendiese Kartuschen sind Gegenstand von Kontroversen, da der Ausgräber der Pyramidenanlage, Alessandro Barsanti, die Graffiti in seiner Grabungspublikation nicht als Faksimiles wiedergab, sondern lediglich als grobe Skizzen. Somit ist zwar das zweite Zeichen in den Kartuschen eindeutig als Ka-Symbol zu erkennen, das erste Zeichen ist hingegen so undeutlich wiedergegeben, dass es bis heute nicht eindeutig identifiziert werden konnte.
Die mittlerweile verbreitetste Lesung ist die als Baka, worauf die Gleichsetzung von Bicheris mit einem Sohn von Pharao Radjedef basiert. Problematisch hieran ist allerdings die unterschiedliche Schreibung der beiden Namen. So wird der Name des Prinzen Baka auf der Statue aus Abu Roasch mit einem Widder geschrieben, der Name aus Saujet el-Arjan aber mit einem Vogel, genauer gesagt wohl mit einem Storch. Beide Zeichen haben aber den Lautwert Ba (oder Bi), womit sich zumindest eine gleiche Aussprache ergäbe.
Der Name Baka könnte dann im weiteren Verlauf der ägyptischen Geschichte zu Ba-ka-Re entstellt worden sein, wovon sich die griechische Namensform Bicheris ableitete. Einen ähnlichen Vorschlag machte bereits George Andrew Reisner. Er ging davon aus, dass bereits Bicheris selbst seinen Geburtsnamen Baka nach der Thronbesteigung in Ba-ka-Re änderte.
Da die Lesung des Namenszuges aus Saujet el-Arjan allerdings nicht eindeutig ist, ist auch die Gleichsetzung von Baka und Bicheris nicht unumstritten. So wurde Bicheris unter anderem auch mit Setka, einem anderen Sohn des Radjedef gleichgesetzt.